# Askeptosaurus
Askeptosaurus var ett släkte diapsider som levde under mitten av trias. Fossil från Askeptosaurus har påträffats i Schweiz. Den enda kända arten är Askeptosaurus italicus.
Askeptosurus som kunde bli omkring två meter lång levde i vatten och hade en lång, smal kropp. Den smala svansen utgjorde halva kroppslängden. Den hade även fötter med simhus mellan tårna. I de långa käkarna satt en mängd små vassa tänder, avpassade för att fånga fisk.